# Das Geheimnis der verborgenen Insel
Das Geheimnis der verborgenen Insel (englische Originalausgabe Monster Mission (1999) und  Island of the Aunts (2000)) ist ein Kinderbuch der Autorin Eva Ibbotson.
Die englischsprachige Ausgabe war im November 2000 unter dem Titel Island of the Aunts „Best Book of 2000“ der Zeitschrift School Library Journal. Das Buch erschien im Februar 2001 in der deutschen Übersetzung von Sabine Ludwig im Cecilie Dressler Verlag sowie 2003 in Lizenz als ungekürzte Taschenbuchausgabe im Deutschen Taschenbuch Verlag. 2003 wurde es in einer Hörspielbearbeitung von Katrin Wenzel unter der Regie von Christoph Dietrich vom SWR produziert und von Igel-Records als Tonträger veröffentlicht. Der Erzähler war Peter Fricke, die Musik komponierte Henrik Albrecht, Sprecher waren neben anderen Rosemarie Fendel, Wolfgang Spier, Ulrich Pleitgen und Jürgen Hentsch. In der Reihe Die schönsten Hörspiele für Kinder gab Igel-Records das Hörspiel 2009 erneut heraus. Es erschien außerdem als DAISY-Hörbuch in der Bücherei für sehbehinderte und blinde Menschen.

## Handlung
Die drei alten Tanten Etta, Coral und Myrtle, die auf einer geheimen Insel leben, pflegen Fabelwesen, die wegen Umweltkatastrophen zu ihnen geflüchtet oder auf der Insel gestrandet sind. Da die Arbeit langsam zu viel wird, kidnappen die Tanten drei Kinder, damit diese ihnen auf der Insel mit den vielen Tieren helfen. Die drei „Auserwählten“ heißen Fabio, Minette und Lambert. Minette und Fabio gefällt es auf der Insel auf den ersten Blick, denn dort gibt es Nixen und das Rauschen des Meeres finden sie herrlich. Doch Lambert, der verwöhnte Millionärssohn, entpuppt sich als totaler Missgriff, denn er will nicht helfen und will zurück zu seinem Vater. Er bringt die Insel mit ihren Bewohnern schon bald in sehr große Gefahr, indem er seinen Vater auf die Insel holt. Dieser verspricht sich ein Geschäft und will die Fabelwesen nach London bringen. Der Große Krake verhindert dieses, indem er das Schiff von Lamberts Vater versenkt. Die Menschen und Fabelwesen werden gerettet. Die Tanten werden wegen Entführung der Kinder vor Gericht gestellt, wegen der Aussagen von Fabio und Minette aber freigesprochen. Sie hinterlassen den beiden Kindern die Insel testamentarisch, damit sie ihre Arbeit fortsetzen.

## Rezeption
Die Deister- und Weserzeitung bezeichnete die Hörspielfassung als faszinierende „Mischung aus Kriminalhörspiel und Ökothriller“, das Hörbuchmagazin echtRadio.de „als sehr schöne Geschichte über die Wunder der Natur und ihre Erhaltung, über Verantwortung und Freundschaft“. Cornelia Funke übernahm die Empfehlung der Buchausgabe auf ihrer Website unter „Büchertipps von Euch für Euch“ auf.